# Saison 13 de Supernatural
Chronologie
Saison 12 Saison 14
Cet article présente les vingt-trois épisodes de la treizième saison de la série télévisée américaine Supernatural.

## Synopsis
Sam et Dean doivent désormais protéger le Nephilim Jack de Lucifer et de ses pouvoirs grandissants, plus puissants que son ascendant, qui attirent l'attention d'un nouvel ennemi, Asmodeus. Sorti de l'ombre, le dernier Prince de l'Enfer, disant agir sous les ordres de Lucifer, tente de mettre la main sur l'adolescent pour le former et ainsi régner sur l'Enfer et libérer les créatures les plus sauvages et dangereuses qui soient. L'archange déchu, piégé avec Mary dans une réalité alternative, a la surprise de se retrouver face à une nouvelle version de l'Archange Michel. Avec Castiel, de nouveau ressuscité, les frères Winchester vont devoir assurer la protection de Jack pour protéger le monde.

## Distribution

### Acteurs principaux
- Jared Padalecki (VF : Damien Boisseau) : Sam Winchester
- Jensen Ackles (VF : Fabrice Josso) : Dean Winchester
- Misha Collins (VF : Guillaume Orsat) : Castiel
- Mark Pellegrino (VF : Nicolas Lormeau) : Lucifer
- Alexander Calvert (VF : Christophe Lemoine) : Jack / Nephilim[1]

### Créatures de la saison
- Archanges
- Anges
- Démons
- Spectre
- Polymorphe
- Le Néant
- Fantôme
- Prince de l'enfer
- Goule
- Sorcière
- Dieu interdimensionnel
- Vampire
- Faucheuse
- Demi-dieu nordique

## Production

### Développement
Supernatural est renouvelé par The CW pour une treizième saison le 8 janvier 2017. Cette saison est la première à ne pas présenter Mark Sheppard comme Crowley depuis son introduction dans la saison 5, l'acteur ayant annoncé en mai 2017 qu'il ne reviendrait pas.

### Diffusions
- Aux États-Unis, la saison a été diffusée du 12 octobre 2017 au 17 mai 2018 sur The CW.
- En France, la saison est diffusée 24 heures après sa diffusion nord-américaine en version originale sous-titrée sur Série Club[4] et du 29 octobre 2018 au 7 janvier 2019 en version française. Elle a été diffusée en clair du 9 juillet 2019 au 17 septembre 2019 sur 6ter.
- Au Québec, la saison est diffusée depuis le 4 septembre 2018 sur Ztele[5].

## Liste des épisodes

### Épisode 1:Jack
- États-Unis : 12 octobre 2017 sur The CW
- France : 
  - 13 octobre 2017 (en VOSTFr) et 29 octobre 2018 (en VF) sur Série Club
  - 9 juillet 2019 sur 6ter
- Québec : 4 septembre 2018 sur Ztele[5]

- États-Unis : 2,10 millions de téléspectateurs[6](première diffusion)

- Samantha Smith (Mary Winchester)

Sam et Dean sont à la recherche de Jack (le Nephilim) qui a réussi à s’échapper après que Dean ait essayé de le tuer. 
Jack est arrêté pour nudité sur la voie publique et est conduit au poste de police. C’est là-bas que Sam et Dean le retrouvent. Cependant, trois anges cherchent également Jack, non pas pour le tuer, mais pour l’utiliser car il est aussi puissant que son père l’archange Lucifer.
Conrad et Lily sont renvoyés au Paradis par Sam, qui tue Miriam, après qu’elle ait planté sa lame dans le cœur de Jack. Mais son attaque échoue, car Jack ne peut être tué par les lames des anges.

### Épisode 2:Vague de puissance
- États-Unis : 19 octobre 2017 sur The CW
- France : 
  - 20 octobre 2017 (en VOSTFr) et 29 octobre 2018 (en VF) sur Série Club
  - 9 juillet 2019 sur 6ter
- Québec : 11 septembre 2018 sur Ztele[5]

- États-Unis : 1,90 million de téléspectateurs[7](première diffusion)

- Samantha Smith (Mary Winchester)
- Christian Keyes (Michel)
- Jeffrey Vincent Parise (en) (Asmodeus)
- Keith Szarabajka (Donatello Redfield)

Sur le chemin du bunker, Sam, Dean et Jack  rencontrent un ancien allié, Donatello Redfield (le prophète qui les a aidé lors de la bataille contre Amara).
Le nouveau roi de l’enfer Asmodeus cherche désespérément à retrouver le fils de Lucifer afin de faire de lui le dirigeant des enfers en attendant le retour de son père sur le trône.
Asmodeus finit par retrouver Sam, Dean et Jack, et demande à ses démons d’attaquer Sam et Dean pendant que celui-ci, sous les traits de Donatello, manipule Jack.
Heureusement, Sam, Dean et le vrai Donatello arrivent à temps pour empêcher la réussite du plan d’Asmodeus.
A la fin de l’épisode, une fois arrivé au bunker, Dean prévient Jack que si celui-ci fait une seule erreur, il le tuera.

### Épisode 3:Lithomancie
- États-Unis : 26 octobre 2017 sur The CW
- France : 
  - 27 octobre 2017 (en VOSTFr) et 29 octobre 2018 (en VF) sur Série Club
  - 9 juillet 2019 sur 6ter
- Québec : 18 septembre 2018 sur Ztele[5]

- États-Unis : 1,93 million de téléspectateurs[8](première diffusion)

- Loretta Devine (Missouri Moseley)
- Kim Rhodes (Sheriff Jody Mills)
- Clark Backo (en) (Patience Turner)
- Adrian Holmes (James Turner)

Sam reçoit un appel d’une ancienne amie que lui et Dean n’ont pas vu depuis longtemps, Missouri Moseley. Elle leur demande de l’aide car sa protégée vient de mourir. Sam appelle Jody pour s’en occuper car il veut rester au bunker pour aider Jack à maîtriser ses pouvoirs. Dean, qui ne partage pas son opinion, part aider Missouri.
Missouri arrive à voir le meurtrier au travers d’une vision, un spectre qui se nourrit spécialement de médiums. A travers une vision, elle voit son fils et sa petite fille mourir, tués par cette chose et demande donc à Dean et Jody de partir immédiatement les aider. Dean n'a pas envie de laisser Missouri seule mais s’exécute.
Une fois parti, Missouri reste seule dans la maison de Dede, sa protégée, malheureusement le spectre est revenu pour elle et la tue.
Arrivés chez le fils de Missouri, Dean et Jody lui annoncent sa mort et le danger que cours sa fille. 
Effectivement, le spectre est au lycée de Patience et essaye de la tuer mais celle-ci se défend et l’arrivée de Dean le fait fuir. 
Cependant, il revient et arrive à capturer Patience.
Pour la retrouver, le fils de Missouri lance un sort. 
En parallèle, Patience a une vision et voit son père, Jody et Dean mourir. Elle leur est donc très utile lors de l’attaque car elle sait comment tout va se passer, Dean finit par tuer la créature.
A la fin de l’épisode, Dean et le père de Patience lui conseillent de ne pas suivre la même voie que sa grand-mère et d’avoir une vie normale mais Jody lui conseille quant à elle de faire son propre choix, être médium et partir à la chasse, ou avoir une vie normale.
De son côté, Sam entraîne Jack à contrôler ses pouvoirs mais celui-ci a des difficultés car il se croit mauvais. Sam lui assure qu’il ne l’est pas, et que s'il le veut, il peut être bon malgré la noirceur qu’il ressent au fond de lui.

### Épisode 4:Catharsis
- États-Unis : 2 novembre 2017 sur The CW
- France : 
  - 3 novembre 2017 (en VOSTFr) et 5 novembre 2018 (en VF) sur Série Club
  - 9 juillet 2019 sur 6ter
- Québec : 25 septembre 2018 sur Ztele[5]

- États-Unis : 1,82 million de téléspectateurs[9](première diffusion)

- Courtney Ford (Kelly Kline)

Cet épisode suit deux événements en parallèle.
Le premier suit Dean, Sam et Jack lors d’une chasse. Dean et Sam pensent à un fantôme mais le DEM ne présente aucun résultat, ils décident donc de déterrer le tombeau pensant à un revenant mais le corps est là. Ils repartent donc sur la thèse d’un fantôme et brûlent le corps.
Cependant, un meurtre aux circonstances identiques au précédent recommence en ville. Le trio décide donc de trouver le point commun, celui-ci est une thérapeute, Mia Vallens, qui aide les gens dans le deuil.
Pour obtenir des informations, ils décident de se faire passer pour trois frères ayant perdues leur mère mais les choses tournent très rapidement à un règlement de comptes entre Sam et Dean.
Sam par accès de colère sort, il en profite pour fouiller la maison et trouve dans la salle de bain des restes de cheveux et de dents ainsi que de peau. Il revient et accuse Mia d’être une polymorphe, elle le confirme mais leur soutient qu’elle n’est pas méchante et essaye d’aider les gens en prenant l’apparence de leurs proches décédés. Elle a un alibi, Dean et Sam lui demandent donc qui a pu faire ça. Mia accuse son ancien compagnon, également polymorphe mais sadique et méchant. Malheureusement, on ne sait pas comment il s’est infiltré.
Dean part donc chez l’assistant de Mia, qui a accès à tous les dossiers, afin de voir s'il s’agit du fameux polymorphe. Pendant ce temps, Sam regarde les vidéos de surveillance afin de trouver une personne avec les yeux qui brillent et tombe sur un des patients de Mia, il décide donc d’y aller.
Pendant que Dean essaye de joindre Sam, Jack souhaite discuter avec Mia et lui demande de prendre la forme de Kelly Kline, sa mère, afin de pouvoir la voir au moins une fois dans sa vie.
Malheureusement, le polymorphe prend la place de Dean et tend un piège à Jack et Mia et les capture tous les deux. Celui-ci essaye de reconquérir Mia mais celle-ci préfère mourir que de tuer un humain. Sam est de retour et le polymorphe lui tend un piège afin de le tuer mais Jack utilise ses pouvoirs pour protéger Sam, qui tue ensuite le polymorphe après la menace écartée.
Finalement, on voit Dean féliciter Jack pour son travail et demander à Sam de continuer à avoir la foi car il ne croit désormais plus en rien.
Le second événement suit Castiel au milieu du néant, lieu où viennent les anges et les démons une fois tués. Cependant, Castiel a été réveillé par Jack, ce qui énerve au plus haut point le maître des lieux, le Néant.
Celui-ci décide par tous les moyens de rendormir l'ange. Celui-ci refuse et demande à revenir sur Terre malgré les tortures qui lui sont infligées.

### Épisode 5:Quoi de neuf, docteur?
- États-Unis : 9 novembre 2017 sur The CW
- France : 
  - 10 novembre 2017 (en VOSTFr) et 5 novembre 2018 (en VF) sur Série Club
  - 16 juillet 2019 sur 6ter
- Québec : 2 octobre 2018 sur Ztele

- États-Unis : 1,71 million de téléspectateurs[10](première diffusion)

- Lisa Berry (Billie)

Sam et Dean partent entre frère chasser sur une affaire et laisse exceptionnellement Jack au bunker.
Sam est aux petits soins pour Dean durant leur mission, du fait qu'il ne croit plus en rien, ni en leur mission ni même en l’humanité. 
Ils commencent leur recherche en allant interroger un des jeunes présent lors de la disparition, Shawn Raider. Malheureusement celui-ci ne parle plus car il est trop traumatisé psychologiquement par ce qu’il a vu.
Mais la mère de ce jeune prévient Sam que son fils fait partie d’un groupe d’amis qui ne se séparent jamais. Sam décide donc d’aller interroger le troisième ami afin d'en savoir plus.
Mick lui répond qu’il n’était pas avec eux mais sait où ils sont allés, dans la maison du Dr. Avery Meadowhall qui était connu pour lobotomiser tous ses patients. Durant la nuit, Shawn est enlevé par ce fantôme. Sam et Dean, apprenant la nouvelle, décident d’aller dans la maison et comprennent qu’il est retenu sur terre grâce à des masques que l’on portait lors de la peste.
Une fois les masques brûlés et le fantôme éliminé, ses patients commencent à s’énerver. Dean décide alors de s’injecter une substance pour mourir quelques minutes afin de découvrir où sont les corps.
Une fois mort, il retrouve Shawn qui lui indique où sont les corps. Trois minutes ayant passées, Sam injecte le remède afin de faire revenir Dean d’entre les morts, cependant cela ne marche pas.
Et pour cause, Dean retrouve Billie, mais celle-ci n’est plus une faucheuse, elle est La Mort elle-même. Car selon les lois de l’univers, après avoir tué La Mort, c’est la prochaine faucheuse tuée qui prendra sa place.
Elle emmène Dean dans sa bibliothèque personnelle et veut savoir comment Dean se retrouve à nouveau dans le Voile mais celui-ci décide de lui raconter seulement si elle libère les fantômes des patients du docteur.
Après avoir raconté l’histoire, Dean demande à Billie s'il est mort et celle-ci lui dit que, depuis sa promotion, elle voit les choses différemment et reconnaît que lui et son frère sont importants et qu’ils ont du travail à faire. Elle le ramène donc d’entre les morts.
Dean raconte à Sam ce qui s’est passé et, sur la route pour rentrer au bunker, il reçoit un appel qui n’est autre que celui de Castiel.
Alexander Calvert n’apparait pas dans cet épisode.

### Épisode 6:Règlement de comptes à OK Corral
- États-Unis : 16 novembre 2017 sur The CW
- France : 
  - 17 novembre 2017 (en VOSTFr) et 12 novembre 2018 (en VF) sur Série Club
  - 16 juillet 2019 sur 6ter
- Québec : 9 octobre 2018 sur Ztele

- États-Unis : 1,89 million de téléspectateurs[11] (première diffusion)

Castiel est de retour dans l’équipe. Quand ils reviennent au bunker, on est témoin de la première rencontre entre lui et Jack.
Quelque temps après Jack trouve une affaire à Dodge City au Kansas, où une tombe a été retrouvée vide. Jack pense à un zombie. Dean adorant les cow-boys, il est très excité d’y aller, d'autant plus qu'avec le retour de Castiel, il a retrouvé le sourire.
Une fois sur place, ils concluent que ce n’est non pas un zombie mais une goule, un monstre qui mange des cadavres et qui prend l’apparence de celui qu'il vient de manger.
Jack trouve sur les enregistrements des caméras de la ville l’auteur de tous ces événements surnaturels et Dean reconnaît le grand Dave Mether, un cow-boy mort en 1886, qui était l’un des meilleurs tireurs de son époque. Ce Dave est en couple avec Athena, une croque mort. Ils décident d’y aller mais Athena leur dit qu’il est à la banque. Une fois arrivé là-bas, Dean et Sam s’aperçoivent que Dave a pillé la banque pour pouvoir partir à Los Angeles avec Athena afin qu’elle s’inscrive dans une école de maquillage.
Dans la bataille, Jack tue par accident le gardien de la banque avec ses pouvoirs. Dean demande à Castiel et Sam de ramener Jack au bunker, il tuera lui-même la goule.
Au cimetière, Dean rencontre le shérif qui souhaite également tuer le monstre mais se fait prendre par surprise. Dean suit les pistes et se retrouve au sous-sol de la morgue où il trouve Athena attachée et le shérif blessé. Dave tend une embuscade à Dean et le prévient qu’il ne sera jamais assez rapide, Dean le reconnaît mais lui dit que le shérif le peut, c’est à ce moment que celui-ci lui tire dans la tête.

### Épisode 7:Faux Jumeaux
- États-Unis : 23 novembre 2017 sur The CW
- France : 
  - 24 novembre 2017 (en VOSTFr) et 12 novembre 2018 (en VF) sur Série Club
  - 23 juillet 2019 sur 6ter
- Québec : 16 octobre 2018 sur Ztele

- États-Unis : 1,21 million de téléspectateurs[12] (première diffusion)

- Osric Chau (Kevin Tran)
- David Haydn-Jones (Arthur Ketch)
- Jeffrey Vincent Parise (en) (Asmodeus)
- Christian Keyes (Michel)
- Erica Cerra (Duma)

Dans cet épisode, toute l’équipe est à la recherche de Jack. 
Castiel pense que ce sont peut-être les anges qui ont Jack et donc va poser des questions à un de ses contacts du paradis. Pour ne pas rester sans rien faire, Dean et Sam décident donc de prendre une affaire où il est question de sacrifices de sorcières.
Pendant ce temps dans le monde parallèle, nous retrouvons Lucifer pris au piège de Michel. Celui-ci souhaite aller sur la terre de Lucifer pour être le nouveau « Dieu », Lucifer lui dit que c’est impossible, mais Michel a sa botte secrète, Kevin Tran, qui dans cet univers parallèle est toujours en vie.
Kevin a trouvé un moyen d’ouvrir une brèche, mais il lui faut la grâce d’un archange, ils prennent donc une partie de celle de Lucifer. Une fois le sort lancé et la brèche ouverte, Lucifer en profite pour s’échapper et revient sur terre (le portail ne fonctionne que pour une seule personne), laissant Mary et Michel dans le monde parallèle. Asmodeus ressent son retour sur terre et sent également que Lucifer n’est plus au maximum de ses capacités.
De leur côté Sam et Dean découvrent l’identité de celui qui a tué les sorcières, Arthur Ketch que Mary a pourtant tué d’une balle dans la tête. Les Winchester parviennent à capturer l'homme qui prétend être le frère jumeau d'Arthur, bien que Dean doute de son histoire. « Alexander » raconte qu'à la différence d'Arthur, il aurait fuit l'école des Hommes de Lettres avant d'être intégré à l'organisation, qu'il est devenu un chasseur et veut chasser Rowena MacLeod parce qu'elle est une sorcière. Il déclare à Sam qu'Arthur n'était pas naturellement amoral, mais« loyal à l'excès » et regrette probablement certaines choses qu'il leur a fait.
Castiel retrouve Duma, un ange avec qui il a encore un contact. Elle lui dit qu’ils n’ont pas Jack, sinon ils l’auraient déjà utilisé pour créer d’autres anges, car ils sont en voie d’extinction. C’est à ce moment que Lucifer arrive et demande à parler à Castiel. Il souhaite s'allier pour retrouver Jack mais celui-ci se méfie et appelle les Winchester. Lucifer le surprend et raccroche le téléphone. Sam et Dean s’inquiètent et décident donc de suivre le signal du téléphone de Castiel. 
Pendant qu’ils sont sur la route, Castiel et Lucifer sont attaqués par Asmodeus qui les enlève. Une fois arrivés au bar, Sam et Dean se font attaquer pas plusieurs démons. 
Pendant la bataille, Alexander se joint à eux malgré le fait qu’il était enfermé et menotté dans le bunker. Dean reconnaît le style de combat d'Arthur et exige qu'il avoue la vérité. Il se trouve que c'est bien lui, qu'il a déserté l'organisation et travaille à son compte comme mercenaire. Il leur raconte que les Hommes de Lettres ont capturé Rowena, et qu'en échange de sa libération, il voulait un sortilège personnel, le même sort de résurrection qu’elle avait lancé sur elle-même. Une fois utilisé, le sort doit être rechargé pour s'en servir de nouveau, ce qui explique la raison pour laquelle Arthur recherche la sorcière, mais Dean lui apprend que Rowena est morte. Arthur réussi à s’échapper in-extremis, avant que Dean puisse le tuer de nouveau.

### Épisode 8:Le Casse du siècle
- États-Unis : 30 novembre 2017 sur The CW
- France : 
  - 1er décembre 2017 (en VOSTFr) et 19 novembre 2018 (en VF) sur Série Club
  - 23 juillet 2019 sur 6ter
- Québec : 23 octobre 2018 sur Ztele

- États-Unis : 1,73 million de téléspectateurs[13](première diffusion)

Sam et Dean ne savent plus comment faire pour retrouver Jack. Ils reçoivent un appel d’une personne possédant un moyen de localiser un Nephilim. Cet homme se nomme Barthamus, c'est un démon des croisements et il possède un sort qui permettrai de localiser Jack. Ce sort est divisé en deux. Il leur donne la première partie pour qu’ils puissent vérifier et leur donnera la seconde s'ils acceptent de lui rendre service.
Après vérification, Sam pense que ce sort pourrait marcher. Les frères Winchester acceptent donc de le revoir.
Barthamus leur présente deux autres personnes qui les aideront dans leur mission consistant à récupérer une un coffret qui se trouve dans la maison d’un certain Luther Shrike, un homme qui est revenu de l’enfer.
L’équipe se compose de Smash (Alice), qui est capable d’ouvrir n’importe quel coffre et de Grab, un démon qui est un professionnel des sorts. Dean est également essentiel à la mission car il faut, pour ouvrir le coffre, du sang d’une personne qui est revenu de l’enfer.
Ils entrent dans le manoir, en prétextant avoir un objet rare et surnaturel pour la collection de Luther. Sam l’occupe pendant que les trois autres vont récupérer le coffret. 
Cependant Luther comprend qu’ils sont à la solde de Barthamus, Sam essaye de le tuer mais celui-ci est immortel sur sa propriété.
Luther part à la rencontre du reste du groupe pour les empêcher d’atteindre le coffret. Il tue Grab avec le couteau des Winchester et Smash s’enfuit en le voyant.
Sam et Dean attachent Luther qui les prévient que la salle du coffre est piégée s'ils marchent sur la mauvaise dalle.
Alors les Winchester ont l’idée de pousser Luther dans la salle pour déclencher tous les pièges et ainsi passer sans problème.
Arrivés au coffre, ils ne peuvent pas l’ouvrir. C’est à ce moment qu’Alice revient (car menacée par Barthamus qui possède son âme).
Tous trois récupèrent le coffret et s’en vont mais Luther est parti.
Plus loin sur la route, ils retrouvent Luther qui essaie de les retenir. Il explique qu’il a vendu son âme à Barthamus pour guérir son fils d'une maladie mais son fils est mort quelques années plus tard en se noyant.
Luther, fou de rage, avait exigé son retour auprès de Barthamus mais celui-ci n’était pas d’accord car un accident pouvait se produire.
Par vengeance et moyen de pression Luther entreposait les os de Barthamus dans cette boîte. Il se fait trancher la tête par le démon à ce moment-là, puisqu'il est enfin sortie de sa propriété.
Barthamus souhaite récupérer le coffret mais les Winchester ne veulent plus. Le démon des croisements menace alors de tuer Alice.
Ils cèdent et disent à Alice qu’elle peut de débrouiller seule. En effet, ils ont discrètement posé un briquet sur les os. Alice l’allume et brûle les restes de Barthamus ce qui la libère de son pacte.
Malheureusement la deuxième partie du sortilège brûle avec le démon.

### Épisode 9:Les Marche-rêves
- États-Unis : 7 décembre 2017 sur The CW
- France : 
  - 8 décembre 2017 (en VOSTFr) et 19 novembre 2018 (en VF) sur Série Club
  - 30 juillet 2019 sur 6ter
- Québec : 30 octobre 2018 sur Ztele

- États-Unis : 1,74 million de téléspectateurs[14](première diffusion)

- Samantha Smith (Mary Winchester)
- Kim Rhodes (Jody Mills)
- Clark Backo (en) (Patience Turner)
- Yadira Guevara-Prip (en) (Kaia Nieves)
- Adrian Holmes (James Turner)

### Épisode 10:Compagnes d'armes
- États-Unis : 18 janvier 2018 sur The CW
- France : 
  - 19 janvier 2018 (en VOSTFr) et 26 novembre 2018 (en VF) sur Série Club
  - 30 juillet 2019 sur 6ter
- Québec : 6 novembre 2018 sur Ztele

- États-Unis : 1,85 million de téléspectateurs[15](première diffusion)

- Kim Rhodes (Jody Mills)
- Kathryn Newton (Claire Novak)
- Briana Buckmaster (Donna Hanscum)
- Katherine Ramdeen (Alex Jones)
- Clark Backo (en) (Patience Turner)
- Yadira Guevara-Prip (en) (Kaia Nieves)

À la suite de l'ouverture d'une brèche par Jack et Kaia, les frères Winchester se retrouvent dans un monde parallèle peuplé par des dinosaures ainsi qu'une personne hostile portant une capuche.
Jack est envoyé dans le même monde que celui où se trouve Mary. Quant à Kaia, elle n'est pas partie dans un autre monde, elle se retrouve au bord d'une route non loin du bateau dans lequel ils ont fait apparaître la brèche.
À la suite du message envoyé par Dean à Jody, elle, Claire, Donna et Alex se mettent en route pour retrouver Kaia et aider Sam et Dean.
Elles retrouvent Kaia se faisant attaquer par des créatures venant du monde parallèle.
Elles la sauvent et Kaia les amène au bateau. Claire et Kaia traversent la brèche. Jody, Donna et Alex protègent la brèche en attendant que les filles et le frères reviennent.
Elles finissent par retrouver Sam et Dean, ils se dirigent vers la brèche quand soudain ils se font attaquer. Kaia  se fait transpercée par la lance de la personne cachée par la capuche.
- Cet épisode devait être une  introduction à une série dérivée nommée Wayward Sisters[16] mais le projet n'a pas été retenu par The CW[17].

### Épisode 11:L'Affaire papillon
- États-Unis : 25 janvier 2018 sur The CW
- France : 
  - 26 janvier 2018 (en VOSTFr) et 26 novembre 2018 (en VF) sur Série Club
  - 6 août 2019 sur 6ter
- Québec : 13 novembre 2018 sur Ztele

- États-Unis : 1,93 million de téléspectateurs[18](première diffusion)

- Briana Buckmaster (Donna Hanscum)
- Brendan Taylor (Doug Stover)
- Chris William Martin : Agent Clegg

### Épisode 12:Le Grimoire noir
- États-Unis : 1er février 2018 sur The CW
- France : 
  - 2 février 2018 (en VOSTFr) et 3 décembre 2018 (en VF) sur Série Club
  - 6 août 2019 sur 6ter

- États-Unis : 1,68 million de téléspectateurs[19](première diffusion)

- Elise Gatien (Jennie Plum)
- Jordan Claire Robbins (Jamie Plum)
- Ruth Connell (Rowena MacLeod)

### Épisode 13:Longue vie au roi
- États-Unis : 8 février 2018 sur The CW
- France : 
  - 9 février 2018 (en VOSTFr) et 3 décembre 2018 (en VF) sur Série Club
  - 13 août 2019 sur 6ter

- États-Unis : 1,81 million de téléspectateurs[20](première diffusion)

- David Haydn-Jones (Arthur Ketch)
- Keith Szarabajka (Donatello Redfield)
- Danneel Ackles (Sœur Jo)
- Jeffrey Vincent Parise (en) (Asmodeus)
- Richard Speight Jr. (Gabriel)
- Erica Cerra (Duma)

- Première apparition de l'actrice Danneel Ackles dans le rôle de sœur Jo, qui n'est autre que la femme de Jensen Ackles (Dean Winchester).

### Épisode 14:Les Bonnes Intentions
- États-Unis : 1er mars 2018 sur The CW
- France : 
  - 2 mars 2018 (en VOSTFr) et 10 décembre 2018 (en VF) sur Série Club
  - 13 août 2019 sur 6ter

- États-Unis : 1,61 million de téléspectateurs[21](première diffusion)

- Jim Beaver (Bobby Singer)
- Samantha Smith (Mary Winchester)
- Christian Keyes (Michel)
- Keith Szarabajka (Donatello Redfield)
- Chad Rook (Zacharie)

### Épisode 15:Le Plus Saint des hommes
- États-Unis : 8 mars 2018 sur The CW
- France : 
  - 9 mars 2018 (en VOSTFr) et 10 décembre 2018 (en VF) sur Série Club
  - 20 août 2019 sur 6ter

- États-Unis : 1,66 million de téléspectateurs[22](première diffusion)

### Épisode 16:Scoobynatural
- États-Unis : 29 mars 2018 sur The CW
- France : 
  - 30 mars 2018 (en VOSTFr) et 17 décembre 2018 (en VF) sur Série Club
  - 20 août 2019 sur 6ter

- États-Unis : 2,03 millions de téléspectateurs[23](première diffusion)

- Frank Welker (Fred Jones et Scooby-Doo)
- Matthew Lillard (Sammy Rogers)
- Grey DeLisle (Daphné Blake)
- Kate Micucci (Véra Dinkley)

### Épisode 17:Le Sceau de Salomon
- États-Unis : 5 avril 2018 sur The CW
- France : 
  - 6 avril 2018 (en VOSTFr) et 17 décembre 2018 (en VF) sur Série Club
  - 27 août 2019 sur 6ter

- États-Unis : 1,41 million de téléspectateurs[24](première diffusion)

- Richard Speight Jr. (Gabriel)
- David Haydn-Jones (Arthur Ketch)
- Jeffrey Vincent Parise (en) (Asmodeus)
- Magda Apanowicz (Sandy)

Sam et Dean cherchent dans leur archive des informations sur le Sceau de Salomon, dernier ingrédient leur permettant d'ouvrir une faille entre les univers. Leur dernière quête les amène à un bunker des hommes de lettres des années 1920 et à un dieu affamé d'une autre dimension. Pendant ce temps, Arthur Ketch remet en cause son partenariat avec Asmodeus et prend une importante décision à propos de Gabriel.

### Épisode 18:Les Souffrances de Gabriel
- États-Unis : 12 avril 2018 sur The CW
- France : 
  - 13 avril 2018 (en VOSTFr) et 24 décembre 2018 (en VF) sur Série Club
  - 27 août 2019 sur 6ter

- États-Unis : 1,53 million de téléspectateurs[25](première diffusion)

- Richard Speight Jr. (Gabriel)
- David Haydn-Jones (Arthur Ketch)
- Danneel Ackles (Sœur Jo)
- Felicia Day (Charlie Bradbury)
- Jeffrey Vincent Parise (en) (Asmodeus)
- Erica Cerra (Duma)

### Épisode 19:Funeralia
- États-Unis : 19 avril 2018 sur The CW
- France : 
  - 20 avril 2018 (en VOSTFr) et 24 décembre 2018 (en VF) sur Série Club
  - 3 septembre 2019 sur 6ter

- États-Unis : 1,38 million de téléspectateurs[26](première diffusion)

- Lisa Berry (Billie)
- Amanda Tapping (Naomi)
- Ruth Connell (Rowena MacLeod)
- Erica Cerra (Duma)

### Épisode 20:Le Panthéon nordique
- États-Unis : 26 avril 2018 sur The CW
- France : 
  - 27 avril 2018 (en VOSTFr) et 31 décembre 2018 (en VF) sur Série Club
  - 3 septembre 2019 sur 6ter

- États-Unis : 1,51 million de téléspectateurs[27](première diffusion)

- Samantha Smith (Mary Winchester)
- Richard Speight Jr. (Gabriel)
- Osric Chau (Kevin Tran)

L'archange Gabriel est de retour et entraîne Sam et Dean dans sa quête pour se venger des demi-dieux qui l'ont vendu à Asmodeus. 

### Épisode 21:La Faille
- États-Unis : 3 mai 2018 sur The CW
- France : 
  - 4 mai 2018 (en VOSTFr) et 31 décembre 2018 (en VF) sur Série Club
  - 10 septembre 2019 sur 6ter

- États-Unis : 1,39 million de téléspectateurs[28](première diffusion)

- Samantha Smith (Mary Winchester)
- Richard Speight Jr. (Gabriel)
- Ruth Connell (Rowena MacLeod)
- Katherine Evans (Maggie)

Gabriel se révélant incapable de fournir assez de grâce pour une nouvelle faille, les Winchester avec l'aide Rowena piègent Lucifer. Ce dernier alimente la porte et Sam, Dean, Castiel et Gabriel pénètrent dans l'autre monde où ils tombent sur un nid de vampire affamés. Alors qu'ils ont plusieurs jours de marche pour rejoindre le camp des humains, l'équipe est obligé de prendre un raccourci des plus dangereux et quelqu'un y laissera sa vie.

### Épisode 22:Exodus
- États-Unis : 10 mai 2018 sur The CW
- France : 
  - 11 mai 2018 (en VOSTFr) et 7 janvier 2019 (en VF) sur Série Club
  - 10 septembre 2019 sur 6ter

- États-Unis : 1,30 million de téléspectateurs[29](première diffusion)

- Richard Speight Jr. (Gabriel)
- Ruth Connell (Rowena MacLeod)
- Jim Beaver (Bobby Singer)
- Samantha Smith (Mary Winchester)
- David Haydn-Jones (Arthur Ketch)
- Christian Keyes (Michel)
- Felicia Day (Charlie Bradbury)
- Katherine Evans (Maggie)

Alors que tout le monde est réuni, Mary explique à ses fils qu'elle ne peut pas partir de ce monde en laissant ces humains se battre seuls. Les frères Winchester élaborent un plan pour réussir à sauver les résistants humains de l'autre monde et échapper à Michel.
Lucifer rencontre pour la première fois son fils, à qui il demande à parler afin de « mieux se connaître ». Contre l'avis de tous, Jack lui donne sa chance et est prêt à l'écouter, bien que restant sur la réserve.
Grâce à Rowena, la faille est restée ouverte et tout le monde traverse juste à temps alors que Michel est à leur trousse. Une bataille s'engage entre lui et Gabriel afin de le retenir, coûtant la vie à l'archange. Lucifer est repoussé au dernier moment dans le monde apocalyptique par Sam.

### Épisode 23:L’Épée de St. Michel
- États-Unis : 17 mai 2018 sur The CW
- France : 
  - 18 mai 2018 (en VOSTFr) et 7 janvier 2019 (en VF) sur Série Club
  - 17 septembre 2019 sur 6ter

- États-Unis : 1,63 million de téléspectateurs[30](première diffusion)

- Ruth Connell (Rowena MacLeod)
- Jim Beaver (Bobby Singer)
- Samantha Smith (Mary Winchester)
- Christian Keyes (Michel)
- Katherine Evans (Maggie)

Alors que tous les résistants prennent leur marque au bunker et que la chasse s'organise à nouveau, Maggie est retrouvée morte à l'extérieur du bunker. Alors que Sam, Dean, Jack et Castiel mènent l'enquête, ils découvrent alors que Michel est revenu de l'autre monde. 
Jack, qui a encore une fois perdu son sang froid, marche seul dans la forêt, désespéré, et tombe sur Lucifer qui est lui aussi revenu. Ce dernier essaie de convaincre son fils qu'ils n'ont pas leur place sur terre et doivent partir voyager à travers les étoiles, profitant du mal-être de Jack pour le manipuler vers une porte de sortie et sachant que Michel ne va pas tarder à détruire les humains ici également.